# 앨릭스 셔먼

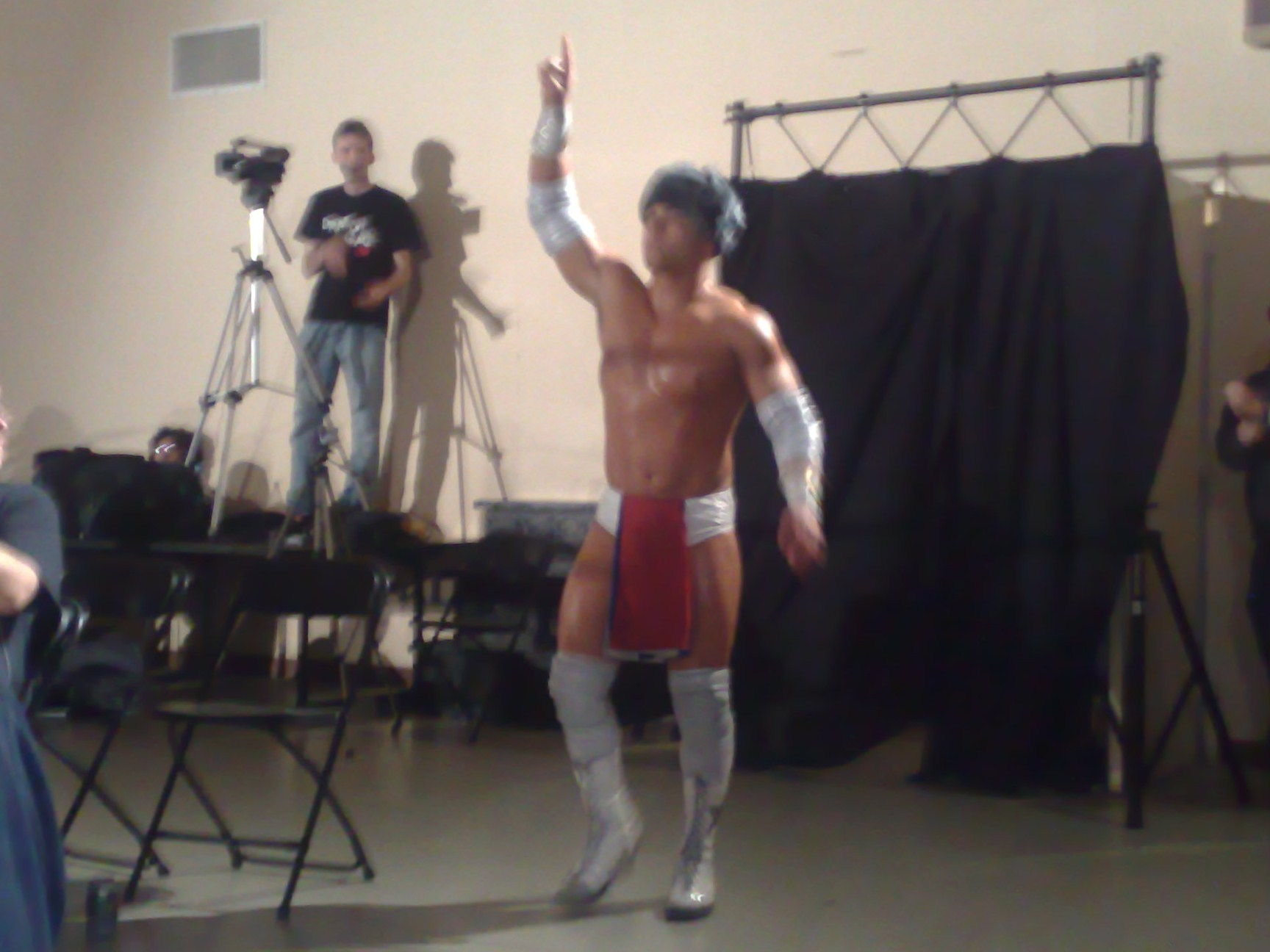
앨릭스 셔먼

앨릭스 셔먼(Alex Sherman, 1984년 1월 21일 ~ )은 러시아의 프로레슬링선수다. 키는 176cm 몸무게는 86kg이다.